# آلبرت گری ارل گری
آلبرت گری ارل گری (انگلیسی: Albert Grey, 4th Earl Grey; ۲۸ نوامبر ۱۸۵۱ – ۲۹ اوت ۱۹۱۷) سیاست‌مدار اهل پادشاهی متحد بریتانیای کبیر و ایرلند بود.
از باشگاه‌هایی که در آن بازی کرده‌است می‌توان به باشگاه فوتبال واندررز اشاره کرد.